# Deodato di Milano
Deodato, in latino Deusdedit (538 o 568 – Genova, 30 ottobre 628), è stato un arcivescovo italiano, arcivescovo di Milano dal 600 alla sua morte.

## Biografia
Deodato (Deusdedit) fu il successore di Costanzo sulla cattedra milanese. In questo periodo della storia della Chiesa ambrosiana, i vescovi risiedevano a Genova, dove fin dal 569 una parte del clero e della popolazione milanese si era rifugiata a causa dell'invasione longobarda.

### La sua elezione
Costanzo morì il 3 settembre, presumibilmente dell'anno 600, come si evince da una lettera di Gregorio Magno, datata a settembre 600, nella quale il pontefice ricorda il vescovo defunto e insieme  accetta l'elezione, fatta all'unanimità dal clero milanese residente a Genova, del diacono Deodato come suo successore. Il pontefice invita il clero milanese a procedere al più presto alla consacrazione dell'eletto, e per questo motivo incarica il notarius Pantaleone di verificarne le qualità e di mettere in atto le procedure per la sua consacrazione. Tuttavia il mese successivo la consacrazione non era ancora avvenuta, perché papa Gregorio, scrivendo a Pantaleone, lo invita ad affrettarsi a raggiungere Genova per organizzare la cerimonia.
Questi dati storici rendono priva di fondamento l'affermazione riportata dalla tradizione storiografica meneghina, secondo la quale, alla morte di Costanzo, la sede sarebbe rimasta vacante per un anno e tredici giorni.
In base alla lettera di Gregorio Magno del mese di settembre 600, e se sono esatti i dati riportati da un antico Catalogus archiepiscoporum Mediolanensium,  secondo il quale l'episcopato di Deodato durò 28 anni, 1 mese e 14 giorni fino alla sua morte il 30 ottobre, l'elezione di Deodato sarebbe avvenuta il 16 settembre 600.

### Il suo episcopato
Scarne sono le informazioni sulla vita e l'operato di Deodato, noto unicamente grazie all'epistolario di papa Gregorio, morto nel 604.
Nella lettera del mese di settembre 600 si accenna al fatto che, alla morte di Costanzo, il re longobardo Agilulfo si era mosso per eleggere un suo candidato sulla sede ambrosiana, sperando in un ritorno dei vescovi a Milano, e minacciando contestualmente la confisca dei beni della Chiesa milanese. Papa Gregorio rassicura i suoi interlocutori che mai avrebbe accettato un vescovo imposto dai Longobardi e che non c'era di che preoccuparsi per i beni della Chiesa milanese, che si trovavano in Sicilia o nei territori occupati dai bizantini, dunque fuori dalla portata di Agilulfo. In questa lettera il vescovo milanese è chiamato «Vicario di sant'Ambrogio» (vicarius Ambrosii sancti), quasi a riconoscere il ruolo di sant'Ambrogio quale padre della Chiesa milanese.
Prima di maggio 602 Deodato si recò in visita dal papa a Roma, come risulta da una lettera di Gregorio Magno del mese di maggio di quell'anno. In questa lettera, il pontefice affronta la questione dei beni che il predecessore di Deodato, Costanzo, aveva lasciati per testamento alla nipote Luminosa, ma che Deodato rivendicava per la Chiesa milanese in quanto acquisiti quando Costanzo era già vescovo. Gregorio ricorda a Deodato che alcuni di questi beni erano di proprietà della famiglia di Costanzo, a cui appartenevano ancor prima di essere eletto vescovo di Milano.
L'ultima lettera di Gregorio Magno in cui si parla di Deodato risale al mese di maggio 603. Un vescovo di nome Teodoro, la cui sede vescovile è ignota, ma che quasi sicuramente era un suffraganeo della provincia ecclesiastica milanese, aveva già dato problemi al vescovo Costanzo rifiutandosi di sottoporsi alla sua autorità e fuggendo perciò in Gallia. Costretto a rientrare in Italia su ordine di papa Gregorio nel 599, mosse nuovamente accuse al successore di Costanzo, Deodato. Il pontefice rassicurò il vescovo milanese che Teodoro sarebbe stato oggetto di una indagine, affidata al vescovo Venanzio, probabilmente vescovo di Luni, benché non sia escluso che si tratti dell'omonimo vescovo di Perugia.
Secondo il Catalogus archiepiscoporum Mediolanensium, Deodato morì il 30 ottobre, verosimilmente nell'anno 628, e fu sepolto nella chiesa di San Siro. Il medesimo catalogus gli assegna 90 anni di vita, cifra che alcuni autori ritengono eccessiva e che forse andrebbe corretta in 60 anni.